# 노화의 자유 라디칼 이론
노화의 자유 라디칼 이론(영어: free-radical theory of aging)은 시간이 지남에 따라 세포에 자유 라디칼 손상이 축적되기 때문에 생물체가 노화된다고 설명한다. 자유 라디칼은 외부 껍질에 짝을 이루지 않은 단일 전자를 가진 원자 또는 분자이다. 멜라닌과 같은 일부 자유 라디칼은 화학적으로 반응성이 없지만 대부분의 생물학적으로 관련된 자유 라디칼은 반응성이 높다. 대부분의 생물학적 구조에서 자유 라디칼 손상은 산화적 손상과 밀접하게 연관되어 있다. 항산화제는 환원제이며 자유 라디칼로부터 생물학적 구조를 보호함으로써 생물학적 구조에 대한 산화적 손상을 제한한다.

## 같이 보기
- 자유 라디칼
- 노화
- 산화 스트레스